# 紅鷹勳章
红鹰勋章（英語：Roter Adlerorden）是普鲁士王国的骑士勋章。 它被授予军事人员和平民，以表彰在战斗中的英勇、卓越的军事领导能力、对王国的长期忠诚服务或其他成就。 与大多数德国（和大多数其他欧洲）命令一样，红鹰勋章只能授予地位大致相当的军官或平民。 但是有一个勋章，可以授予士官和士兵，下级公务员和其他平民。